# تكية النبي موسى
تكية النبي موسى، هي، زاوية دينية إسلامية واقعة بين القدس وأريحا، أسسها الظاهر بيبرس في القرن السابع للهجرة، والتي لا تزال مستخدمة حتى اليوم.

## معنى تكية
عمران عثمانيّ قديم، بني بهدف توفير أماكن عبادة ومبات للمتصوّفين والعلماء وعابري السبيل. مفردها تكية وجمعها تكايا. تطوّرت غايات التكية لاحقا لتصير ملجأ للفقراء والمحتاجين وملاذا للمسافرين والمقطوعين. أُخذت كلمة "تكية" من الفعل "اتّكأ" أيّ استند لطعام أو لشراب أو لحديث .

## تاريخ إقامة التكية
تقع التكية بجانب مقام النبي موسى الذي يقع شرق مدينة القدس على بعد 28 كم، وهي منطقة قريبة لمدينة أريحا. أقامها الظاهر بيبرس في القرن السابع للهجرة، وقد أضاف إلى المقام تكية تخدم زوار المقام تحتوي على غرفٍ للنوم، وعلى زاوية لتقديم الطعام لكل زائري المقام من نيسان كل عام .ولقد نشأت التكية في مقام النبي موسى بعد أن أنشأ الظاهر بيبرس مقاما لنبيّ الله موسى (وقيل لرجل صالح اسمه موسى) وذلك للحفاظ على المعالم الدينية للبلاد بما فيها قبل يقال إنه للنبي موسى، وذلك بعد احتلال الفرنجة عام 1099م-492ه. من الجدير بالذكر أنّ التكية التي حاذت المقام قد شغلت مساحة كبيرة صارت وقفا للطائفة الإسلامية .

## خدمات التكية
عرفت التكايا بدورها في تقديم الطعام للوافدين الذين يفدون إلى دور العبادة والأماكن المقدسة للعبادة وإقامة الشعائر الدينية، كما تساهم في إطعام الفقراء والمحتاجين وعابري السبيل .
إضافة إلى ذلك أنشأت غرف خاصّة ومرافق سكنية كالأفران والإصطبلات والمطابخ والأبار لزائري المقام والوافدين إلى البلاد لطلب العلم أو لإحياء شعائر دينية مختلفة في المدينة، وقد رممت جميع هذه المباني داخل التكية في العهد العثماني أضيفت إليه ثلاثة وعشرون رواقا .